# Henry Abélanet
Henri ABÉLANET, né le 1er décembre 1853 à Puisserguier et décédé le 19 février 1932 à Croix de Vie, est un médecin généraliste français, inventeur en 1889 d'une balnéothérapie à l'eau de mer chauffée, la thalassothérapie.

## Biographie
Henri Marie Joseph ABÉLANET est le second fils, d'une fratrie de quatre, d'un vigneron d'une commune de l'Hérault. Il est déjà étudiant quand, le 26 juin 1874, son père, âgé de quarante neuf ans, meurt. 
Interne à la Charité du chirurgien Léon Athanase Gosselin, « Henry » Abélanet soutient en 1879 une thèse de médecine sur l'ostéopériostite. Cette thèse s'inscrit dans un débat scientifique parfois très vif qui dure alors depuis une vingtaine d'années sur l'origine, épiphyse ou moelle, de ces infections osseuses qui ruinent la santé d'un grand nombre d'enfants et d'adolescents. C'est une époque où les bacilles, observés depuis 1835, sont à peine connus. L'année suivante le jeune médecin ouvre son cabinet 2 rue des Francs Bourgeois, à l'entrée de la place des Vosges, et, le 24 mai 1880, épouse à Paris Xe la fille d'un généraliste installé à Croix de Vie.
En 1888, pour soulager son fils qui décèdera du mal de Pott, Henry Abélanet fait construire une grande villa néogothique dans cette station balnéaire, à Boisvinet. Le préfet du département Edmond Robert, soucieux de ne pas engager la dépense publique dans la construction d'un établissement de soins, le sollicite, ainsi que l'officier de marine en retraite Hippolyte Pallu, qui vient d'ouvrir l'Hôpital maritime de Pen Bron, pour y accueillir les pupilles de l'Assistance atteints de la scrofule.
L'année suivante, Henry Abélanet fait ériger face à la mer un chalet attenant composé de deux pièces, au rez de chaussée et à l'étage, où est apportée et chauffée l'eau de mer. Il est amené à y traiter quelques autres patients et fait installer une pompe. La balnéothérapie combinée à l'héliothérapie est pratiquée depuis au moins 1854 à Berck sur plage, où l'Hôpital maritime a été inauguré en 1869, mais il s'agit alors de porter les enfants scrofuleux en brouette jusque dans la mer. La thalassothérapie, terme inventé en 1865, a fait depuis 1750 l'objet de préconisations sans cependant qu'on n'eût jamais l'idée de faire venir l'eau jusqu'au patient.
Cinq ans plus tard, en 1894, le docteur Abélanet transfère cette activité à la Villa Notre Dame, établissement ouvert cette année là par les sœurs de Saint Charles basées à Angers. Devenu un sanatorium pour tuberculeux non pulmonaires en 1910, doté en 1914 d'un puits marin et d'un dispositif de traitement de l'eau de mer, c'est depuis 1970 un centre de réadaptation fonctionnelle participant au service public.